# إبرام إلام
إبرام إلام (بالإنجليزية: Abram Elam)‏ هو لاعب كرة قدم أمريكية أمريكي، ولد في 15 أكتوبر 1981 في ويست بالم بيتش في الولايات المتحدة.

## وصلات خارجية
- إبرام إلام على موقع مرجع كرة القدم المحترفة.كوم (الإنجليزية)